# Статас
Статас (на гръцки: Σταθάς) със старо име до 1928 г. Дунища (на гръцки: Δούνιστα ή Ντούνιστα) е голямо планинско село в Балтос, историческа Мала Влахия, днес дем Амфилохия, Гърция.
От селото са известните арматоли Геродимос Статас и синът му Янис Статас – последният за първи път издигнал през 1807 г. днешното гръцко знаме в историята, както и много роднини на Георгиос Караискакис.